# ギオルゴス・キリアコプロス
ギオルゴス・キリアコプロス (英: Giorgos Kyriakopoulos, ギリシア語: Γιώργος Κυριακόπουλος, 1996年2月5日 - ）は、ギリシャ・アカイア県パトラ出身のサッカー選手。パナシナイコスFC所属。ポジションはDF。

## クラブ経歴
2011年にアステラス・トリポリスFCのユースチームに入団。2013年にトップチームに昇格。2シーズンで6試合に出場し、2015年から2シーズンはエルゴテリスFCなどにローン移籍でプレー。2018-19シーズンに先発に定着。リーグ戦24試合に出場した。
2019年9月2日、USサッスオーロ・カルチョへの買取オプション付きのローン移籍が発表。加入1年目の2019-20シーズンは、セリエAで26試合に出場し、リーグ8位躍進に貢献。2020年8月22日にはサッスオーロへの完全移籍が発表された。
2023年1月31日、ボローニャFCに買取オプション付きのレンタルで移籍した。
2023年7月28日、ACモンツァにレンタル移籍した。一定の条件を満たすと買取義務が生じる契約となっている。その後完全移籍となった。
2025年6月6日、パナシナイコスFCに4年契約で移籍した。

## 代表経歴
2014年から4年間、U-19、U-21のギリシャ代表でプレー。2020年9月にフル代表初招集。10月7日のオーストリア戦でフル代表初出場を果たした。